# USS Zuni (ATF-95)
USS Zuni (ATF-95) – amerykański holownik floty typu Navajo. Jego nazwa pochodziła od plemienia indiańskiego mieszkającego na terytorium Nowego Meksyku.
Stępkę okrętu położono 8 marca 1943 roku w stoczni Commercial Iron Works w Portland. Zwodowano go 31 lipca 1943 roku, matką chrzestną była pani O'Donnell. Jednostka weszła do służby w US Navy 9 października 1943 roku, jej pierwszym dowódcą był Lieutenant Ray E. Chance.
Okręt był w służbie w czasie II wojny światowej. Działał na wodach Pacyfiku.
We Flocie Pacyfiku służył do początku 1946 roku, wtedy został przeniesiony do Floty Atlantyku. Służył w 8. Dystrykcie Morskim do momentu wycofania ze służby 29 czerwca 1946 roku. Został przekazany United States Coast Guard i przemianowany na USCGC „Tamaroa” (WAT-166).